# CB Agustinos Eras
Club Baloncesto Agustinos Eras, también conocido como Agustinos E.Leclerc dormir por su patrocinador, la cadena francesa de supermercados E.Leclerc, es un club de baloncesto con sede en León, Castilla y León que actualmente disputa la competición de LEB Plata, la tercera división en las competiciones profesionales del baloncesto español.

## Historia
Agustinos Eras se fundó en el año 2007 tras la fusión de dos escuelas de León (Colegio Agustinos y el IES Eras de Renueva) e inicia su andadura como equipo filial del Baloncesto León.
En 2010, el club se separa de Baloncesto León y dos años más tarde se une a la competición de la Primera División (quinto nivel de competición en España). En su primera temporada logra el ascenso a la Liga EBA en 2013, venciendo en el grupo de Castilla y León de la Primera División y quedando segundo clasificado en los playoffs de ascenso.
Desde su debut en la Liga EBA, el club siempre se ha clasificado para los playoffs de ascenso a LEB Plata, pero nunca logró el objetivo de subir de categoría. En julio de 2016, tras su tercer intento fallido, CB Agustinos Eras lograba una plaza vacante en dicha competición. Para su primera campaña como club profesional, Ángel González Jareño, antiguo entrenador jefe de Baloncesto León, fue seleccionado como responsable técnico del equipo.
Para su segunda campaña en LEB Plata, 2017/18, se produce una completa renovación del cuerpo técnico de la primera plantilla del club. Jorge Álvarez Sierra pasa a ser el entrenador principal, tras dos temporadas como segundo entrenador de Ricard Casas en la liga de Angola el Primeiro de Agosto. Completan el cuerpo técnico Diego Cuesta, Joaquín González y el preparador físico Pablo Martínez. Por el lado de la plantilla, apenas un jugador, José Antonio Medina, se mantiene de la temporada anterior como capitán del equipo, apostando esta temporada por un bloque de jugadores jóvenes nacionales complementado con Andre Norris, Donovan Smith y Andraz Kavas como jugadores foráneos.

## Nombre del equipo
- Agustinos Eras E.Leclerc 2013–2014
- Agustinos Leclerc 2014–

## Logo del equipo

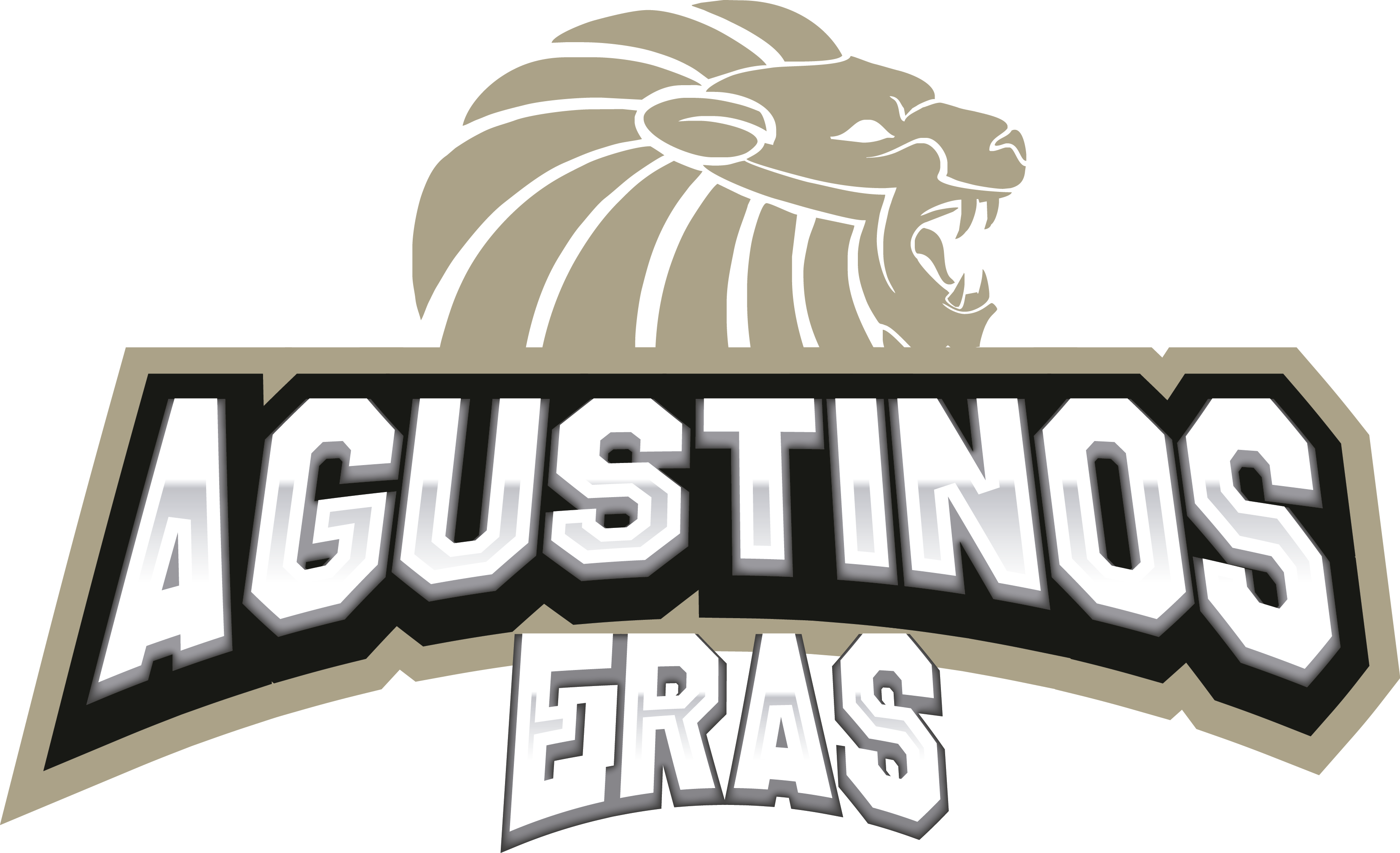
Logotipo de CB Agustinos Eras desde 2016

A partir del año 2016, y como consecuencia del ascenso del club a la competición de LEB Plata, se intenta dar una imagen más moderna y profesional del club, así como una mayor identificación con la ciudad de León. Con esto en mente se realiza un nuevo diseño del logotipo oficial, que incluye un león rugiente bajo el cual se añade el nombre del club. Según palabras del club: “Nos hemos basado en dos referentes: un balón de baloncesto y un león. De esa unión nace esta nueva imagen que quiere transmitir garra, entrega y pasión por el baloncesto“

## Historial
| Temporada | Categoría | Nivel        | Pos. | Playoffs            | RS    | PO  |
| --------- | --------- | ------------ | ---- | ------------------- | ----- | --- |
| 2010–11   | 6         | Sénior Prov. | 2    | –                   | 12–6  | –   |
| 2011–12   | 6         | Sénior Prov. | 3    | –                   | 13–7  | –   |
| 2012–13   | 5         | 1ª División  | 1    | Ascenso             | 17–0  | 2–1 |
| 2013–14   | 4         | Liga EBA     | 2    | Playoffs de ascenso | 18–4  | 0–3 |
| 2014–15   | 4         | Liga EBA     | 1    | Playoffs de ascenso | 24–2  | 2–1 |
| 2015–16   | 4         | Liga EBA     | 1    | Playoffs de ascenso | 18–4  | 1–2 |
| 2016–17   | 3         | LEB Plata    | 11   | –                   | 13-17 | –   |
| 2017–18   | 3         | LEB Plata    | 15   | Descenso a Liga EBA | 10-20 | –   |